# Adolf Schaubach

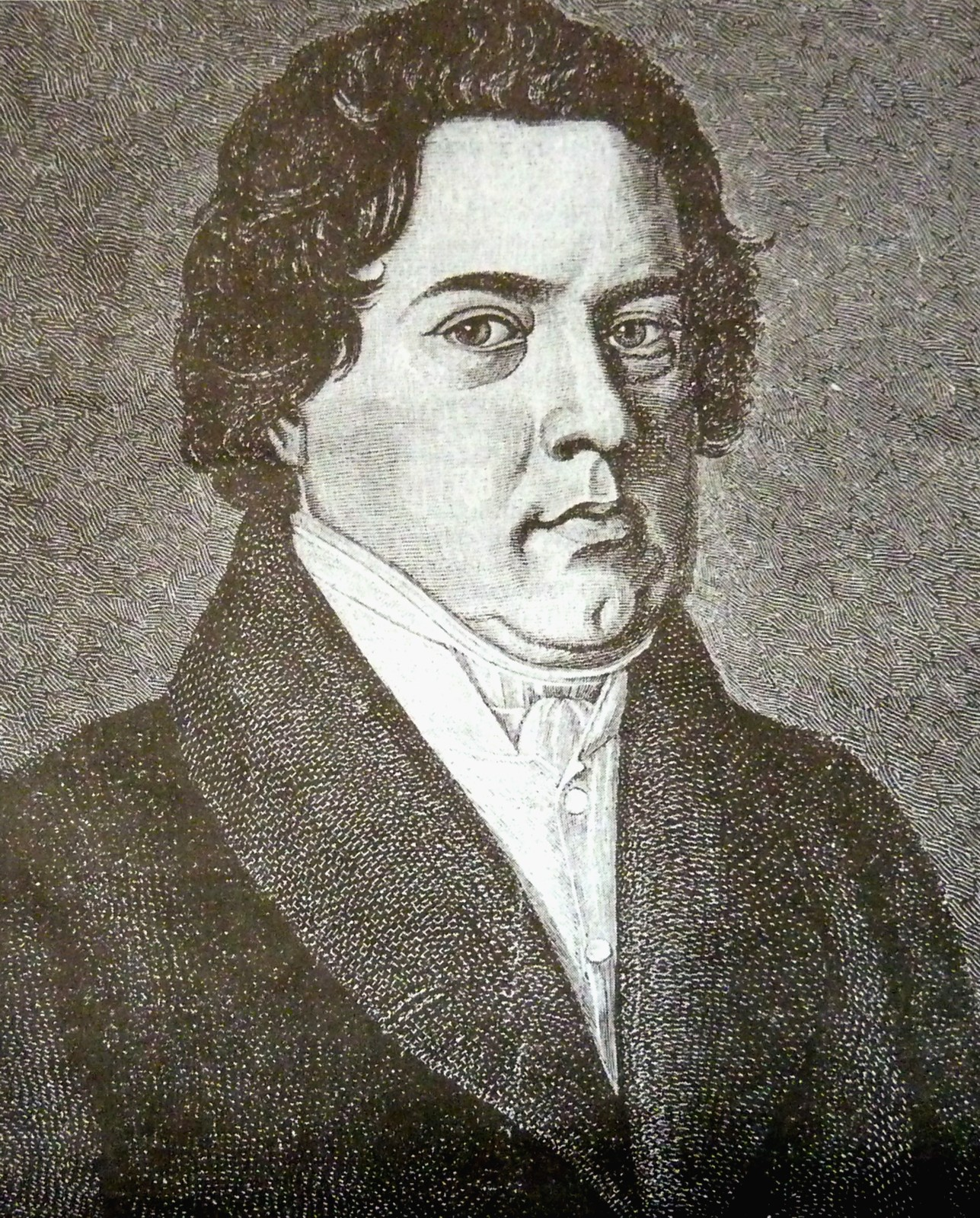
Ernst Adolf Schaubach

Ernst Adolf Schaubach (auch Adolph Schaubach; * 30. Januar 1800 in Meiningen; † 28. November 1850 ebenda) war ein deutscher Lehrer, Schriftsteller, Alpinist und Geograph.

## Leben
Schaubach wurde am 30. Januar 1800 in Meiningen geboren. Sein Vater war Konsistorialrat und Leiter der städtischen Schule. Nach dem Besuch des Gymnasiums Bernhardinum studierte er von 1819 bis 1821 Theologie, Mathematik, Geografie und Geschichte an der Georg-August-Universität Göttingen und der Universität Jena. 1822 wurde er Mitglied des Corps Franconia Jena. In dieser Zeit bereiste er deutsche Mittelgebirge und zeichnete Landschaftsskizzen, Panoramen und erdkundliche Reliefs vom Thüringer Wald, Harz, Fichtelgebirge und Sächsische Schweiz. Als Predigtamtskandidat kam er 1822 nach Meiningen zurück und war zunächst als Privatlehrer und ab 1830 als Lehrer an der Bürgerschule tätig. 1835 wurde er zum Direktor der Bürgerschule berufen. 1832 trat Schaubach dem Hennebergischen Altertumsforschenden Verein bei. Seine erste Publikation erschien 1831 und beschrieb den Vulkanberg Dolmar bei Meiningen. Für die herzogliche Sachsen-Meiningische Landeskunde erstellte Schaubach von 1832 bis 1834 eine physisch-topografische Übersicht des Herzogtums Sachsen-Meiningen. Herzog Bernhard II. ernannte ihn 1846 wegen seiner pädagogischen Verdienste zum herzoglichen Professor.
Zwischen 1824 und 1847 unternahm Schaubach insgesamt zehn längere Reisen zur Erforschung der Alpen, die bis zu 63 Tagen dauerten. Zu seinen Reisebegleitern gehörten unter anderen der Landschaftsmaler Carl Wagner und der Naturwissenschaftler Hermann Friedrich Emmrich. Die Reisen führten sie insbesondere in noch wenig erforschte Gebiete der Ostalpen, darunter die österreichischen Alpen, die bayerischen Alpen und Dalmatien. Schaubach bestieg unter anderem bei damaligen schwierigen Verhältnissen den Watzmann (2713 m) und den Großglockner (3798 m). Er sammelte geologische, orologische, geografische, klimatische, hydrologische, historische und volkskundliche Daten und veröffentlichte die Ergebnisse sowie Zeichnungen in seinem 5-bändigen Hauptwerk Die deutschen Alpen. Es zählt zu den Klassikern der populärwissenschaftlichen Alpinliteratur, was zur touristischen und alpinistischen Erschließung der Alpen beitrug. Nach zwei Schlaganfällen im Jahr 1849 erlag Schaubach 1850 an dessen Folgen.
Nach Schaubach benannte der Wiener Alpinclub „Wilde Banda“ die 1875 errichtete Schaubachhütte in den Ortler-Alpen in der italienischen Provinz Bozen – Südtirol. Der Meininger Alpenverein ließ 2014 im Beisein der Südtiroler Provinzverwaltung und des Alpenvereins Südtirol eine Gedenktafel an der Hütte anbringen. Schaubach zu Ehren errichtete der Meininger Alpenverein 1884–1887 auf Initiative des Deutschen und Österreichischen Alpenvereins (DÖAV) auf dem Parkfriedhof Meiningen ein Denkmal, das aus Steinen von verschiedenen Alpenbergen besteht. Des Weiteren erinnert an Schaubach eine 1900 angebrachte Gedenktafel am Gymnasium Bernhardinum und eine nach ihm benannte im Jahr 1910 errichtete Wander- und Aussichtshütte im Meininger Stadtwald, von der sich eine gute Aussicht auf den Norden und Osten der Stadt bietet. In den Meininger Museen ist er bei der ständigen Ausstellung über Meininger Schriftsteller vertreten.
Adolf Schaubach war mit Marie Henriette Ferdinande (* 1829), Tochter des Generalsuperintendenten Constantin Ackermann, verheiratet. Der Seminarlehrer und Lexikograf Armin Radefeld in Hildburghausen war mit Schaubachs Nichte verheiratet.

## Denkmal

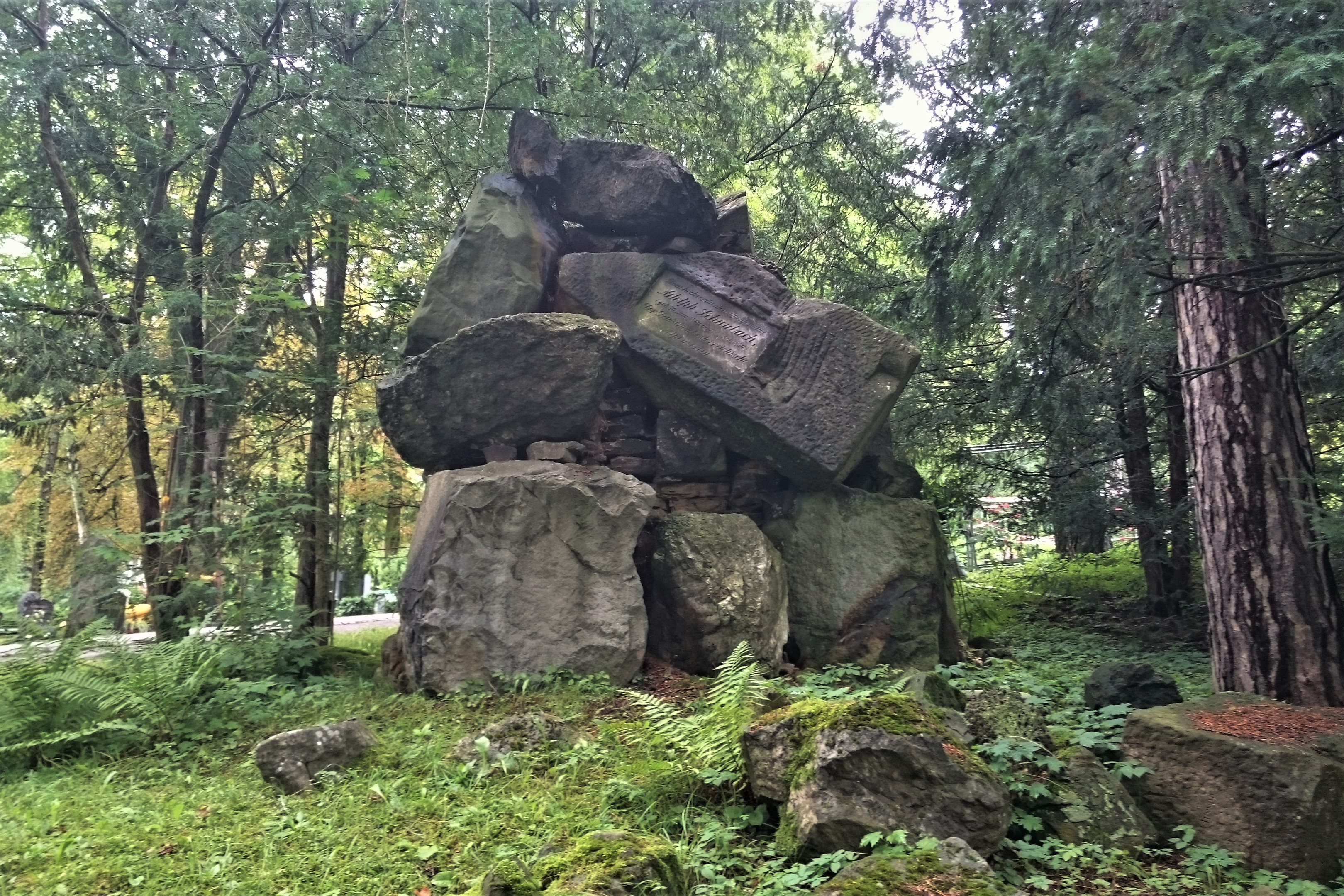
Das Denkmal auf dem Meininger Parkfriedhof

Von 1884 bis 1887 wurde auf Anregung der Sektion Erfurt des Deutschen und Österreichischen Alpenvereins, in der zahlreiche Mitglieder aus Meiningen vertreten waren, auf dem Meininger Parkfriedhof ein Denkmal aus 33 Alpensteinblöcken errichtet. Die Meininger Alpen-Sektion gründete sich erst 1889. Für das Denkmal lieferten viele Alpen-Sektionen die Steinblöcke nach Meiningen. Ein Marmorblock trägt die Inschrift: „Dem hochverdienten Alpenforscher Adolf Schaubach. Geb. 20. Jan. 1800 u. gest. 28. Novemb. 1850. Der Deutsche und Österreichische Alpenverein.“ Zu Fuße des Denkmals befindet sich sein Grab.
Das Monument hat eine Grundfläche von 12 m² und ist zirka 3½ Meter hoch. Die Nordwand fällt fast senkrecht ab und die Südseite stellt einen Bergsturz dar. In die Steinblöcke sind die Namen der beteiligten Sektionen eingemeißelt. Die sind die Sektionen aus Frankfurt am Main, Erfurt, Greiz, Leipzig, Plauen, Chemnitz, Zwickau, Dresden, Löbau, München, Tölz, Pinzgau, Gastein, Salzburg, Wels, Steyr, Aussee, Prag, Bozen und Klagenfurt sowie die Vereine „Austria“ aus Wien, „Allgäu“ aus Kempten, Vorarlberg, Hochpustertal und Küstenland.
Die Fundorte der 33 Steinblöcke sind: Bürserschlucht im Bezirk Bludenz, Illertal, Deining an der Isar, Blomberg bei Tölz, Untersberg bei Salzburg, Traunstein, Hochsensengebirge (Steyr), Fludergraben in der Steiermark, Pfons (Matrey, Tirol), Tauernkette, Untersulzbachtal, Kitzsteinhorn, Steinernes Meer, Schmittenhöhe, Kleinglockner, Kolm-Saigurn (Rauris), Kötschachthal, Gepatschhaus im Ötztal, Laas (Südtirol), Atzwang (Bozen), Innichen, Saualpe (Klagenfurt) und Divaca bei Triest. Vertreten sind die Gesteinsarten Diorit, Gneis, Gneisgranit, Granit, Porphyr, Quarz, Quarzit, Serpentinit, Glimmerschiefer, Tonschiefer, Jurakalk, Eklogit, Nagelfluhe und Marmor in rot, weiß und schwarz.
Des Weiteren spendete die Sektion Jena 40 verschiedene Alpenpflanzen für das Denkmal, das am 5. Juni 1887 eingeweiht wurde.

## Werke
Ernst Adolf Schaubach veröffentlichte geografische und alpin-touristische Werke.
- Wegweiser durch den Thüringer-Wald für Naturfreunde: nebst einem Panorama vom Dolmar, Beschreibung der Umgegend desselben und einer Charte, 1831
- Übersicht des Herzogtums Sachsen-Meiningen nach seiner physischen Oberfläche, 1832–1834
- Die deutschen Alpen: ein Handbuch für Reisende durch Tyrol, Österreich, Steyermark, Illyrien, Oberbayern und die anstoßenden Gebiete; für Einheimische und Fremde geschildert. Fünf Bände, Jena 1845–1847
  - Erster Theil: Allgemeine Schilderung, 1845
  - Zweiter Theil: Nordtirol, Vorarlberg, Oberbaiern, 1845
  - Dritter Theil: Das Salzburgische, Obersteyermark, Das Österreichische Gebirgsland und das Salzkammergut, 1846
  - Vierther Theil: Das Gebiet der Etsch und angrenzende Fluß-Gebiete, 1846
  - Fünfter Theil: Die südöstliche Abdachung vom Großglockner bis Triest, 1847
- Die Nordsee-Mittelmeerbahn und der Main-Werra-Elbe-Kanal: mit einer Eisenbahn- und Kanalkarte von Deutschland, Hildburghausen 1845
- Main-Elbe-Kanal, 1845